# 신태유
신태유(申泰游, 1866년 음력 9월 27일 ~ ?)는 대한제국의 관료 출신으로 일제강점기에 조선총독부 중추원 참의를 지냈다.

## 생애
1881년 음서로써 조선 하위 관료직에 천거되어 1895년 내부 주사, 1896년 내부 참서관 겸 내부대신 비서관, 1899년 내부 판적국장을 지내는 등 대한제국에서 관리로 근무했다. 1899년에는 대한제국 중추원 의관이 되었고, 이후 학부 참서관을 거쳐 1908년 주임2등인 중추원 부찬의에 올랐다.
1910년 일본은 한일 병합 조약을 체결한 뒤 조선총독부 산하에 식민통치 자문기관을 설치해 조선의 중추원과 같은 명칭을 사용했다. 중추원 부찬의였던 신태유는 새로 설립된 조선총독부 중추원에서도 그대로 부찬의직을 맡았다. 1921년 중추원이 개편될 때 참의가 되어 1927년까지 약 17년간 중추원에 재직했다.
1914년에는 제1차 세계대전 참전 군인과 가족을 후원하기 위해 지역별로 조직된 경성군인후원회에 참여하여 기부금 2원을 출연한 일이 있다. 1915년 한일 병합 5주년에 식민지배 정당화 홍보 차원에서 열린 시정5주년기념 조선물산공진회에서는 경성협찬회 부회원으로 10원을 납부했다.
중추원 부찬의로 재임하던 중인 1912년에 일본 정부로부터 한국병합기념장을 수여받았고, 1924년 조선총독 사이토 마코토의 관저에서 다이쇼 천황 생일을 맞아 천장절 축하 행사가 열렸을 때 초청 대상자로 선정되기도 했다.
1926년 2월 18일 이완용후작 장례식 장의역원을 정할 때, 장의위원회 회장자접시원(會葬者接侍員)의 한 사람으로 진행에 참여했다.
2002년 발표된 친일파 708인 명단과 2008년 공개된 민족문제연구소의 친일인명사전 수록예정자 명단에 모두 포함되었고, 2007년 대한민국 친일반민족행위진상규명위원회가 발표한 친일반민족행위 195인 명단에도 들어 있다.

## 같이 보기
- 조선총독부 중추원

## 참고자료
- 친일반민족행위진상규명위원회 (2007년 12월). 〈신태유〉 (PDF). 《2007년도 조사보고서 II - 친일반민족행위결정이유서》. 서울. 699~703쪽쪽. 발간등록번호 11-1560010-0000002-10. [깨진 링크(과거 내용 찾기)]

1. ↑  "聖恩鴻大 故李侯爵邸에 御沙汰書御下賜", 매일신보 1926년 2월18일자 1면 5단